# 圣三一-代斯蒂安多尔夫站
圣三一-代斯蒂安多尔夫站（法語：Trinité - d'Estienne d'Orves）是巴黎地鐵的一個車站。圣三一-代斯蒂安多尔夫站位於巴黎九區，是巴黎地鐵12號線的車站，開業於1910年11月5日，最初是南北公司A線的車站。1931年3月27日改為巴黎地鐵12號線的車站。車站名稱來自於巴黎圣三一教堂和以法国抵抗运动烈士奥诺雷·代斯蒂安多尔夫命名的代斯蒂安多尔夫广场。巴黎賭場位於圣三一-代斯蒂安多尔夫站的附近。

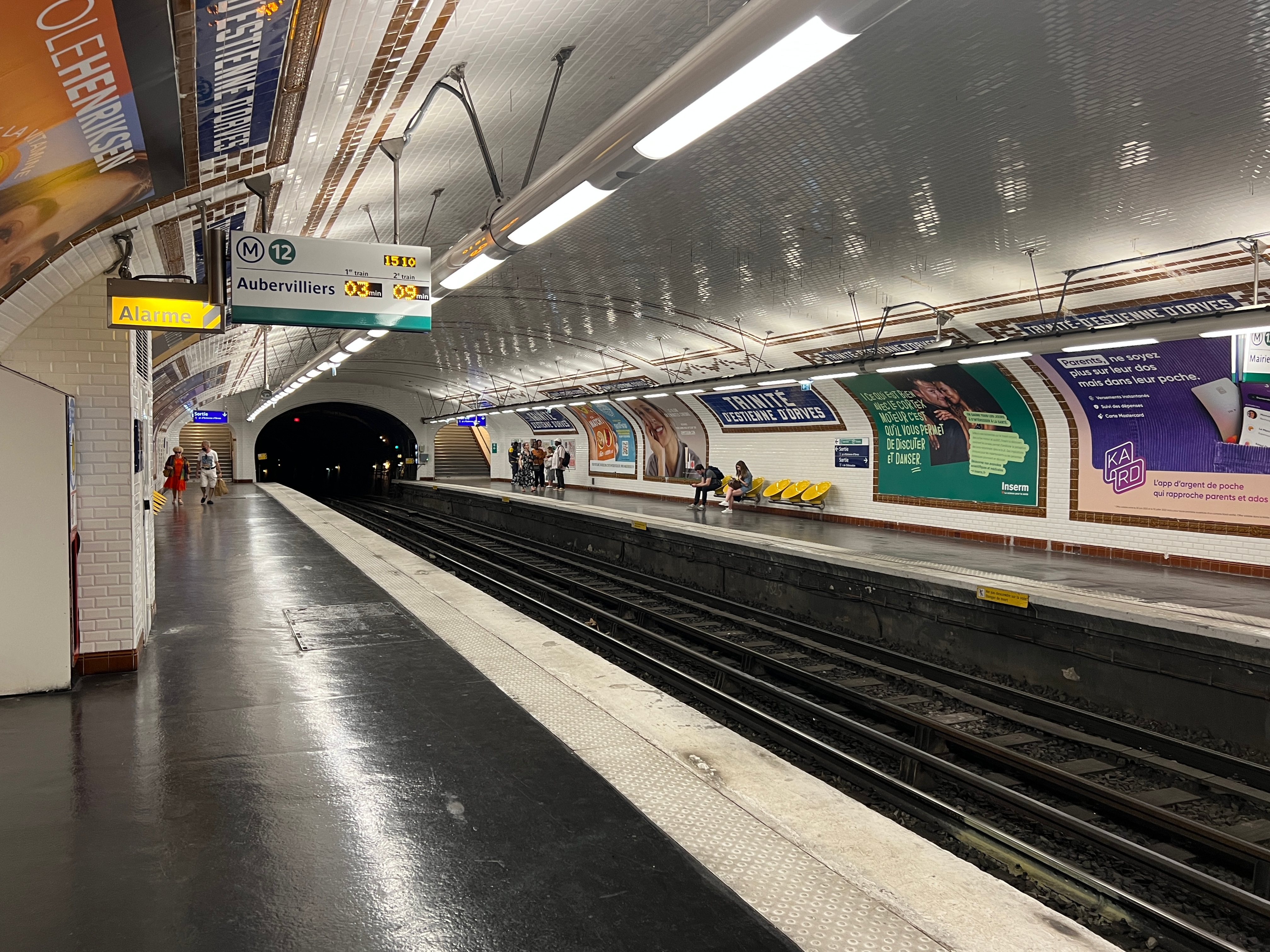
月台（2022年7月）

## 車站結構
| 街道層     |                    |                                    |
| B1         | 夾層               |                                    |
| 12號線月台 | 側式月台，右側開門 | 側式月台，右側開門                 |
| 12號線月台 | 南行               | 往伊西市政厅（聖拉扎爾）           |
| 12號線月台 | 北行               | 往欧贝维利耶市政厅（洛雷特聖母院） |
| 12號線月台 | 側式月台，右側開門 |                                    |